# Echioceratidae
Echioceratidae es una familia extinta de amonites que vivió durante la etapa Sinemuriense del Jurásico Temprano.

## Descripción
Los amonites pertenecientes a esta familia tenían conchas de serpenticonos con quilla, que pueden estar rodeadas de ranuras, si una especie es densamente estriada y comprimida. La sección del verticilo es circular o tiene lados planos. Las costillas son simples y fuertes con la excepción de las de Leptechioceras que tenían una sección de verticilos fuertemente comprimida en los verticilos exteriores y estos verticilos exteriores también eran lisos. La etapa ontogénica inicial es suave, pero muy corta. Los tubérculos estaban presentes, pero solo en unas pocas especies.

## Géneros y subgéneros
Los siguientes géneros son miembros de esta familia:
- Palaeoechioceras Spath, 1929
- Gagaticeras Buckman, 1913
- Plesechioceras Trueman y Williams, 1925
- Orthechioceras Trueman y Williams, 1925
- Echioceras Bayle, 1878
- Paltechioceras Buckman, 1924
- Leptechioceras Buckman, 1923
  - L. (Leptechioceras)
  - L. (Neomicroceras) Donovan, 1966

## Distribución
Se han encontrado fósiles de especies de este género en las rocas jurásicas del norte de África, América del Norte y del Sur, Europa y Asia.